# Sosenka (sielsowiet Krzywe Sioło)
Sosenka (biał. Со́сенка, Sosienka ros. Сосенка, Sosienka) – wieś na Białorusi, w obwodzie mińskim, w rejonie wilejskim, 21 km na wschód od Wilejki. Wchodzi w skład sielsowietu Krzywe Sioło. Przez wieś biegnie droga R58 i droga R63. Miejscowość leży nad zalewem Wilejskim, największym sztucznym zbiornikiem na Białorusi.

## Historia
W 1890 r. wieś leżała w Imperium Rosyjskim, w guberni wileńskiej, powiecie wilejskim, gminie Rabuń. Leżała na prawym brzegu Wilii. Należała do dóbr Bohdanowiczów z Orpy. W 30 domach mieszkało tu 226 mieszkańców.
W dwudziestoleciu międzywojennym wieś leżała w Rzeczypospolitej Polskiej, w województwie wileńskim, powiecie wilejskim, gminie Kościeniewicze. 
Według Powszechnego Spisu Ludności z 1921 roku zamieszkiwało tu 363 osób, 268 było wyznania rzymskokatolickiego, 19 prawosławnego a 76 mojżeszowego. Jednocześnie wszyscy mieszkańcy zadeklarowali polską przynależność narodową. Było tu 70 budynków mieszkalnych. W 1931 w 75 domach zamieszkiwało 414 osób.
Wierni należeli do parafii rzymskokatolickiej w Kościeniewiczach i prawosławnej w m. Rabuń. Miejscowość podlegała pod Sąd Grodzki w Krzywiczach i Okręgowy w Wilnie; właściwy urząd pocztowy mieścił się w Kościeniewiczach.
Po agresji ZSRR na Polskę w 1939 roku wieś znalazła się pod okupacją sowiecką, w granicach BSRR. W latach 1941–1944 była pod okupacją niemiecką. Następnie leżała w BSRR. Od 1991 roku leży w Republice Białorusi. Do 28 maja 2013 r. wieś wchodziła w skład sielsowietu Kościeniewicze.

## Zbiorowa egzekucja
Podczas II wojny światowej, przez miejscowość byli eskortowani więźniowie więzienia w Wilejce, ewakuowani przez NKWD na wschód po wybuchu wojny niemiecko-sowieckiej. W ślad za wyprawionymi z Wilejki kolumnami wyruszyli niektórzy krewni i znajomi więźniów. To oni przede wszystkim odnajdowali ciała ofiar na trasie przemarszu kolumn ewakuacyjnych. W pobliżu wsi Sosenka odnaleziono zwłoki 30 więźniów ze związanymi z tyłu rękoma (zobacz Droga śmierci Wilejka-Borysów).